# Barrington Levy

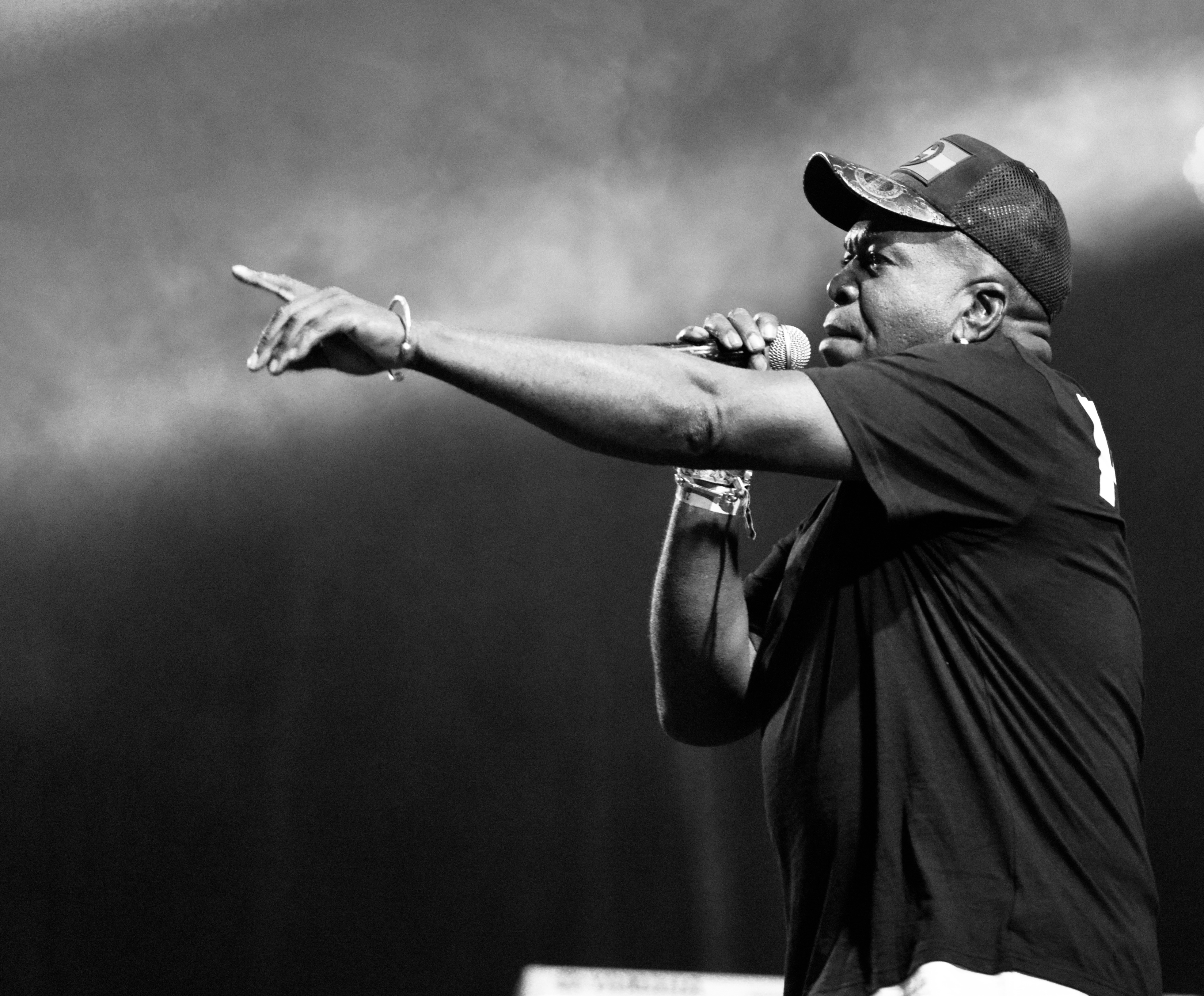
Barrington Levy op Reggae Geel 3 augustus 2018.

Barrington Ainsworth Levy (Clarendon, Jamaica, 30 april 1964) is een Jamaicaanse reggae- en dancehallartiest.
Levy bracht zijn debuutalbum uit in 1979. Enkele van zijn hits uit de jaren 80 (Under Mi Sense en Here I Come (Broader Than Broadway)) werden later gesampled door onder andere Black Eyed Peas (in 2010), Kromestar (2007) en Beastie Boys (1992). In 2002 maakte hij samen met de Britse drum-'n-bass-producer Aphrodite aan het nummer All over me. Zijn akoestische album uit 2015 leverde hem een nominatie op voor een Grammy Award.

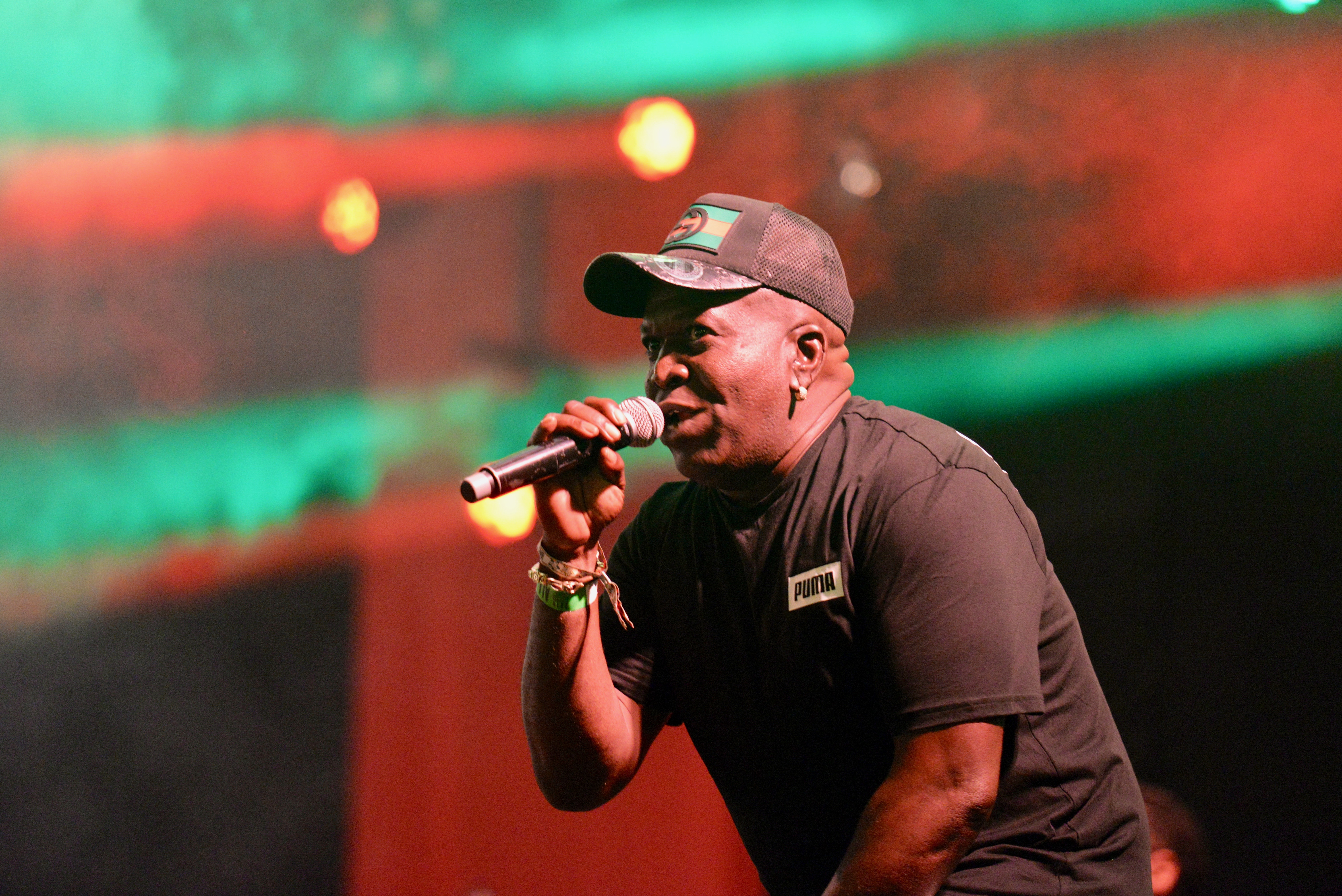
Barrington Levy op Reggae Geel 3 augustus 2018.
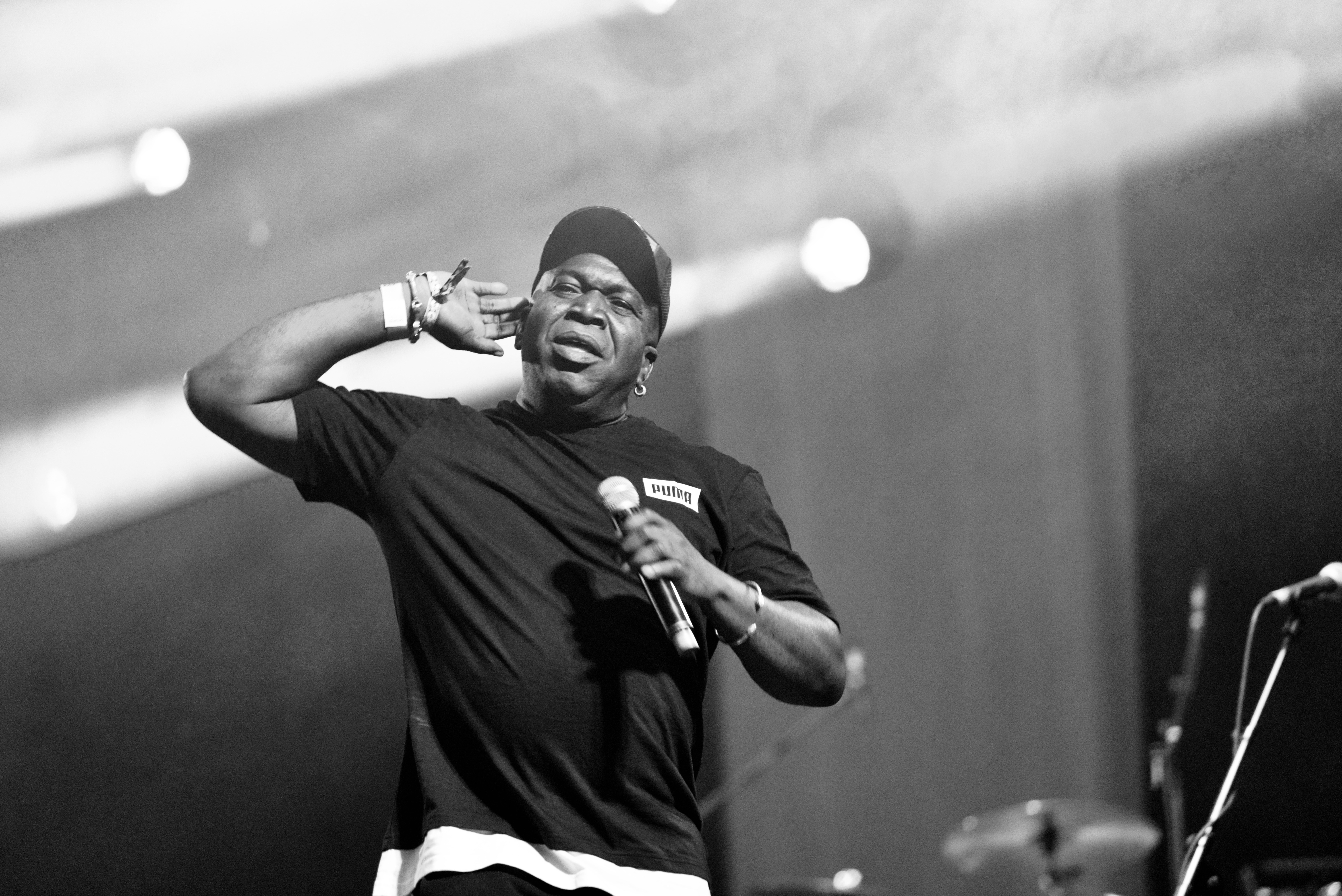
Barrington Levy op Reggae Geel 3 augustus 2018.
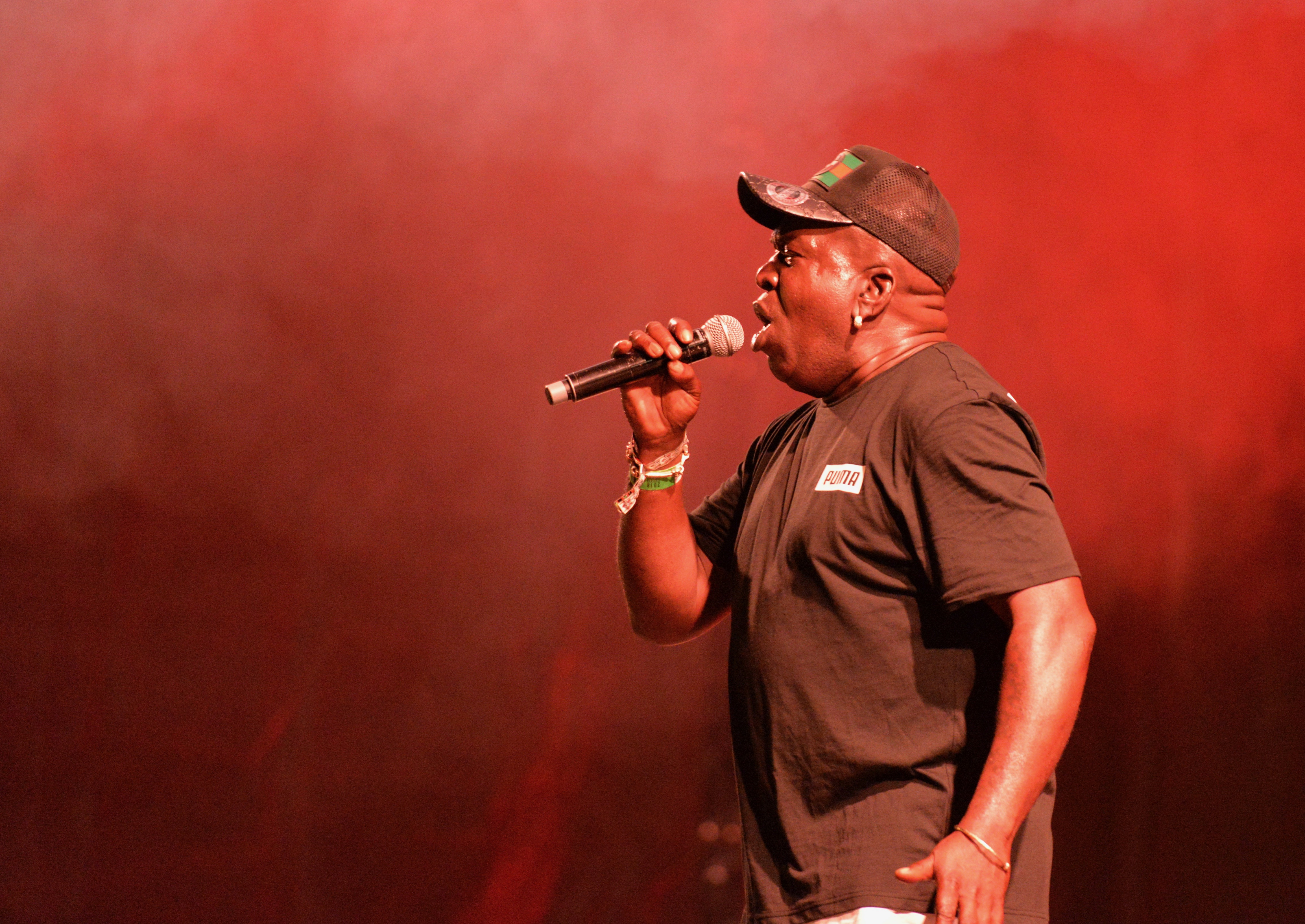
Barrington Levy in Reggae Geel 3 augustus 2018.
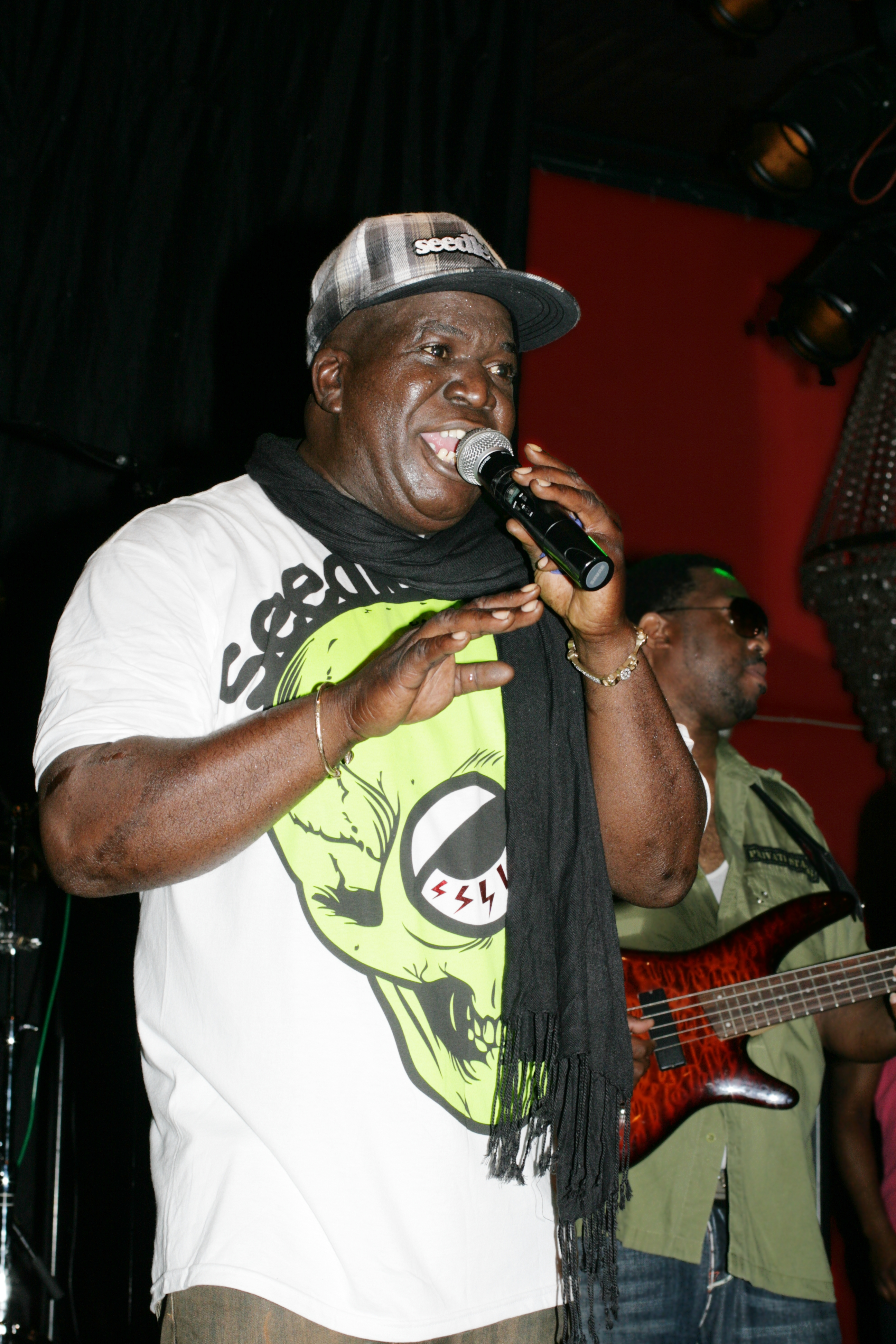
Barrington Levy in Stockholm op 29 november 2009.

- Bibliothèque nationale de France: cb139660313 (data)
- Gemeinsame Normdatei: 134805712
- International Standard Name Identifier: 0000 0000 5517 325X
- Library of Congress Control Number: no98010787
- MusicBrainz: 8ddf3da1-dfa9-490a-93cc-7d4072319995
- Nationale Bibliotheek van Tsjechië: xx0201493
- Nationale Bibliotheek van Israël: 987007342233705171
- Système universitaire de documentation: 087884178
- Virtual International Authority File: 37109015
- WorldCat: E39PBJrWxxxdTCKFqGxxk3KWXd